# Servílio de Oliveira

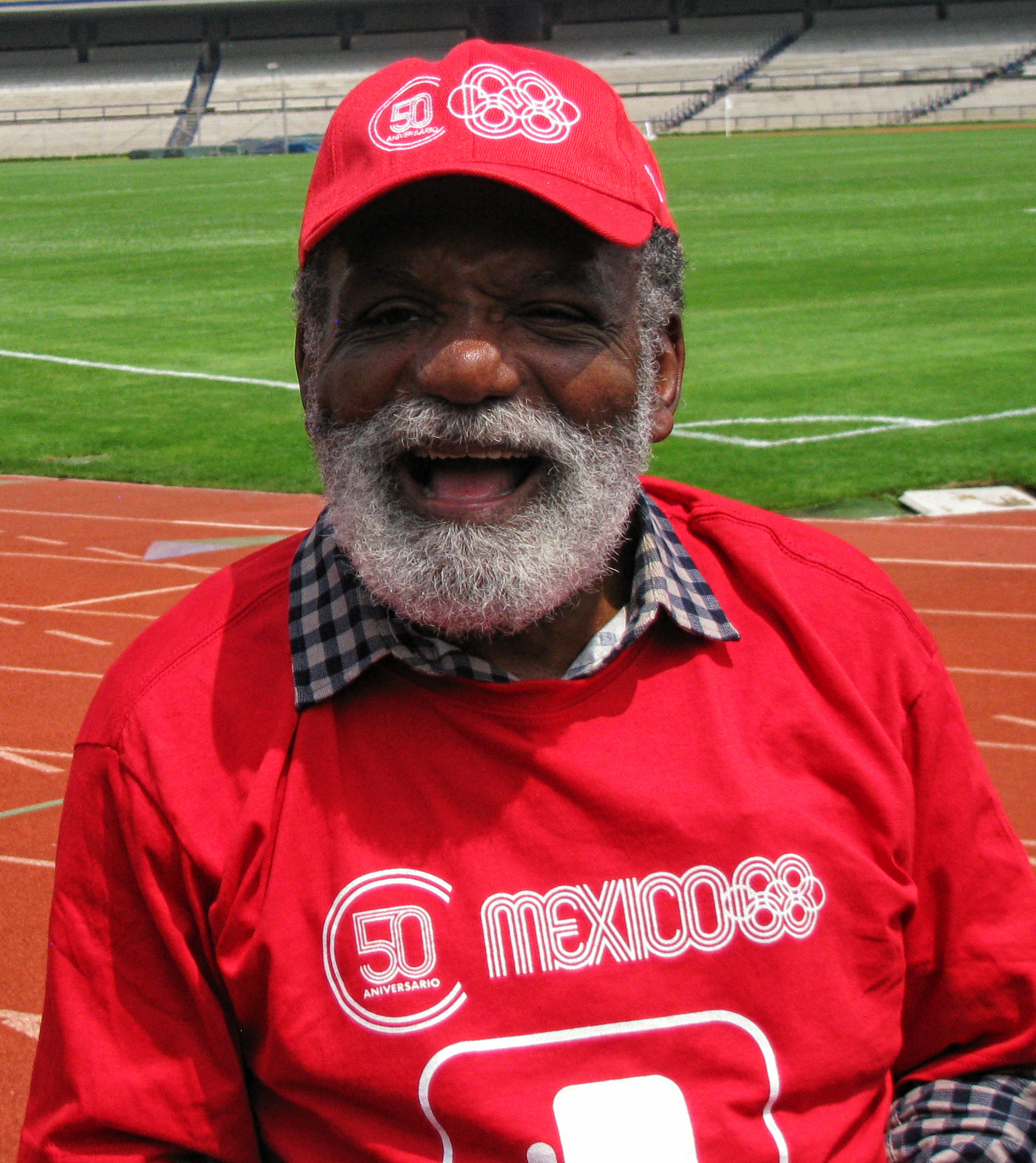
Servílio de Oliveira

Servilio Sebastião de Oliveira, född 6 maj 1948 i São Paulo, är en brasiliansk före detta boxare.
Han blev olympisk bronsmedaljör i flugvikt i boxning vid sommarspelen 1968 i Mexico City.